# Campeonato Sudamericano Femenino Sub-20 de 2006
El Campeonato Sudamericano Femenino Sub-20 de 2006 fue la II edición de este torneo, a disputarse en Chile entre el 04 y el 20 de enero de 2006. El campeonato se disputará en las subsedes de Viña del Mar y Valparaíso, entre las selecciones nacionales femeninas sub-20 de todos los países cuyas federaciones están afiliadas a la CONMEBOL. Además, las dos selecciones sudamericanas que obtengan los primeros 2 lugares conseguirán la clasificación a la Copa Mundial Femenina de Fútbol Sub-20 de 2006 a disputarse en Rusia.

## Sedes
Para el torneo, se utilizaron los estadios de las ciudades de Viña del Mar y Valparaíso tanto para la primera fase, como para la fase final. 
| Ciudad       | Estadio                | Capacidad |
| ------------ | ---------------------- | --------- |
| Viña del Mar | Sausalito              | 23.000    |
| Valparaíso   | Regional Chiledeportes | 18.500    |

## Participantes
Participaron las diez selecciones nacionales de fútbol afiliadas a la CONMEBOL, divididas en dos grupos:
| Equipos participantes | Equipos participantes | Equipos participantes | Equipos participantes | Equipos participantes |
| --------------------- | --------------------- | --------------------- | --------------------- | --------------------- |
| Argentina             | Bolivia               | Brasil                | Chile                 | Colombia              |
| Ecuador               | Paraguay              | Perú                  | Uruguay               | Venezuela             |

## Primera fase
Los 10 equipos participantes en la primera fase se dividieron en 2 grupos de 5 equipos cada uno. Luego de una liguilla simple (a una sola rueda de partidos), pasaron a segunda ronda los equipos que ocuparon las posiciones primera y segunda de cada grupo.

### Grupo A
| Equipo    | Pts. | PJ | PG | PE | PP | GF | GC | Dif |
| --------- | ---- | -- | -- | -- | -- | -- | -- | --- |
| Brasil    | 12   | 4  | 4  | 0  | 0  | 28 | 1  | +27 |
| Perú      | 7    | 4  | 2  | 1  | 1  | 6  | 9  | -3  |
| Chile     | 4    | 4  | 1  | 1  | 2  | 9  | 15 | -6  |
| Venezuela | 3    | 4  | 0  | 3  | 1  | 5  | 12 | -7  |
| Uruguay   | 1    | 4  | 0  | 1  | 3  | 3  | 14 | -11 |

| 4 de enero de 2006 | Chile | 1:8 | Brasil | Estadio Sausalito, Viña del Mar |  |

| 4 de enero de 2006 | Perú | 1:0 | Uruguay | Estadio Sausalito, Viña del Mar |  |

| 6 de enero de 2006 | Brasil | 8:0 | Uruguay | Estadio Sausalito, Viña del Mar |  |

| 6 de enero de 2006 | Chile | 2:2 | Venezuela | Estadio Sausalito, Viña del Mar |  |

| 8 de enero de 2006 | Perú | 1:1 | Venezuela | Estadio Sausalito, Viña del Mar |  |

| 8 de enero de 2006 | Chile | 3:1 | Uruguay | Estadio Sausalito, Viña del Mar |  |

| 10 de enero de 2006 | Uruguay | 2:2 | Venezuela | Estadio Sausalito, Viña del Mar |  |

| 10 de enero de 2006 | Brasil | 5:0 | Perú | Estadio Sausalito, Viña del Mar |  |

| 12 de enero de 2006 | Brasil | 7:0 | Venezuela | Estadio Sausalito, Viña del Mar |  |

| 12 de enero de 2006 | Chile | 3:4 | Perú | Estadio Sausalito, Viña del Mar |  |

### Grupo B
| Equipo    | Pts. | PJ | PG | PE | PP | GF | GC | Dif |
| --------- | ---- | -- | -- | -- | -- | -- | -- | --- |
| Argentina | 10   | 4  | 3  | 1  | 0  | 11 | 3  | +8  |
| Paraguay  | 9    | 4  | 3  | 0  | 1  | 10 | 6  | +4  |
| Colombia  | 6    | 4  | 2  | 0  | 2  | 10 | 8  | +2  |
| Bolivia   | 4    | 4  | 1  | 1  | 2  | 5  | 11 | -6  |
| Ecuador   | 0    | 4  | 0  | 0  | 4  | 2  | 10 | -8  |

| 5 de enero de 2006 | Ecuador | 1:2 | Paraguay | Estadio Regional Chiledeportes, Valparaíso |  |

| 5 de enero de 2006 | Colombia | 7:2 | Bolivia | Estadio Regional Chiledeportes, Valparaíso |  |

| 7 de enero de 2006 | Colombia | 1:3 | Argentina | Estadio Regional Chiledeportes, Valparaíso |  |

| 7 de enero de 2006 | Bolivia | 1:3 | Paraguay | Estadio Regional Chiledeportes, Valparaíso |  |

| 9 de enero de 2006 | Argentina | 0:0 | Bolivia | Estadio Regional Chiledeportes, Valparaíso |  |

| 9 de enero de 2006 | Ecuador | 0:1 | Colombia | Estadio Regional Chiledeportes, Valparaíso |  |

| 11 de enero de 2006 | Paraguay | 3:1 | Colombia | Estadio Regional Chiledeportes, Valparaíso |  |

| 11 de enero de 2006 | Argentina | 5:0 | Ecuador | Estadio Regional Chiledeportes, Valparaíso |  |

| 13 de enero de 2006 | Bolivia | 2:1 | Ecuador | Estadio Regional Chiledeportes, Valparaíso |  |

| 13 de enero de 2006 | Paraguay | 2:3 | Argentina | Estadio Regional Chiledeportes, Valparaíso |  |

## Cuadrangular Final
| Equipo    | Pts | PJ | PG | PE | PP | GF | GC | Dif |
| --------- | --- | -- | -- | -- | -- | -- | -- | --- |
| Brasil    | 7   | 3  | 2  | 1  | 0  | 9  | 1  | 8   |
| Argentina | 4   | 3  | 1  | 1  | 1  | 4  | 1  | 3   |
| Paraguay  | 4   | 3  | 1  | 1  | 1  | 3  | 5  | -2  |
| Perú      | 1   | 3  | 0  | 1  | 2  | 0  | 9  | -9  |

| 16 de enero de 2006 | Paraguay | 1:1 | Brasil | Estadio Regional Chiledeportes, Valparaíso |  |

| 16 de enero de 2006 | Argentina | 0:0 | Perú | Estadio Regional Chiledeportes, Valparaíso |  |

| 18 de enero de 2006 | Brasil | 7:0 | Perú | Estadio Sausalito, Viña del Mar |  |

| 18 de enero de 2006 | Argentina | 4:0 | Paraguay | Estadio Sausalito, Viña del Mar |  |

| 20 de enero de 2006 | Paraguay | 2:0 | Perú | Estadio Sausalito, Viña del Mar |  |

| 20 de enero de 2006 | Brasil | 1:0 | Argentina | Estadio Sausalito, Viña del Mar |  |

## Estadísticas

### Tabla general de posiciones
A continuación se muestra la tabla general de posiciones:
| Pos. | Equipo    | Pts | PJ | PG | PE | PP | GF | GC | Dif. | Efect. |
| ---- | --------- | --- | -- | -- | -- | -- | -- | -- | ---- | ------ |
| 1    | Brasil    | 19  | 7  | 6  | 1  | 0  | 37 | 2  | +35  | 90,48% |
| 2    | Argentina | 14  | 7  | 4  | 2  | 1  | 15 | 4  | +11  | 66,67% |
| 3    | Paraguay  | 13  | 7  | 4  | 1  | 2  | 13 | 11 | +2   | 61,90% |
| 4    | Perú      | 8   | 7  | 2  | 2  | 3  | 6  | 18 | -12  | 38,10% |
| 5    | Colombia  | 6   | 4  | 2  | 0  | 2  | 10 | 8  | +2   | 50,00% |
| 6    | Chile     | 4   | 4  | 1  | 1  | 2  | 9  | 15 | -6   | 33,33% |
| 7    | Bolivia   | 4   | 4  | 1  | 1  | 2  | 5  | 11 | -6   | 33,33% |
| 8    | Venezuela | 3   | 4  | 0  | 3  | 1  | 5  | 12 | -7   | 25,00% |
| 9    | Uruguay   | 1   | 4  | 0  | 1  | 3  | 3  | 14 | -11  | 8,33%  |
| 10   | Ecuador   | 0   | 4  | 0  | 0  | 4  | 2  | 10 | -8   | 0%     |

## Clasificados aRusia 2006
| Brasil | Argentina |
| ------ | --------- |